# Степанське князівство
Степанське князівство — удільна земля з центром у містечці Степань, яка була пограниччям Волинської і Туровської земель.
В ХІ-ХІІ ст. Степанське князівство входило до складу Турово-Пінського князівства. Після об'єднання в 1199 році Галицькогої та Волинського князівств Степанська земля входила до складу Галицько-Волинського князівства.
Князь Юрій Ярославич, син Волинського князя Ярослава Святополковича, заснував рід Турівських і Пінських князів, від яких, в свою чергу, походять степанські князі. 
Княжий рід Степанських князів заснував Ростислав Глібович (помер після 1228 року), син князя Гліба Юрієвича. Його нащадком став Гліб Ростиславович. Останнім представником Рюриковичів був Володимир Іванович, що помер у 1-й половині XIV ст.
З кінця XIV ст., Степанське князівство  належало до литовських Ґедиміновичів. У першій третині XV ст. Степанське князівство перетворилося в велике землеволодіння із широкими імунітетними правами, власники якого підпорядковувалися лише великому князю Литовському. На початку другої половини XV ст. потрапляє до володіння Гольшанських, а з 1511 року — Острозьких.